# چکیشکه
چکیشکه (به لاتین: Čekiškė) یک منطقهٔ مسکونی در لیتوانی است که در شهرستان کاوناس واقع شده‌است.

## خصوصیات
چکیشکه ۷۳۴ نفر جمعیت دارد.